# Síndrome de Keutel
El síndrome de Keutel es una condición genética autosómica recesiva la cual se caracteriza por una asociación de anomalías óseas, digitales, y pulmonares asociadas con sordera y discapacidad intelectual.

## Signos y síntomas
Usualmente, los individuos con este síndrome usualmente presentan braquitelefalangismo (acortamiento generalizado de los dedos) con uñas cortas, calcificación de los cartílagos de la oreja, laringe, nariz, tráquea, y costillas, estenosis arterial pulmonar, dimorfismos faciales variados, sordera,  otitis y sinusitis recurrente, discapacidad intelectual leve, infecciones recurrentes del sistema respiratorio, habla nasal, y, en una minoría de casos, epilepsia y estatura baja.

## Complicaciones
La sordera e infecciones recurrentes del sistema respiratorio y canales auditoríos pueden causar problemas a la hora de intentar vivir una vida normal con personas que sufren de este síndrome.
En algunos casos, las complicaciones respiratorias terminan en la muerte de las personas con este síndrome.

## Causas
Esta condición es causada por mutaciones autosómicas recesivas en el gen MGP del cromosoma 12. Este gen produce una proteína llamada matrix gla, la cual participa en la organización correcta de los huesos, cuando sufre de mutaciones como las de este síndrome, el gen produce una proteína con ninguna/muy poca función/utilidad.
Cuando solo un padre tiene la copia del gen mutado recesivo, los hijos tienen dos posibilidades: no heredar la copia o heredar la copia, cualquiera de estos resultados no afectarian a los hijos.
Cuando ambos padres tienen una copia del gen mutado recesivo, los hijos tienen cuatro posibilidades: no heredar ninguna de las copias, heredar las copias y ser afectados, o heredar solo una copia.
La probabilidad de que el bebe va a heredar ambas copias y ser afectado por las mutaciones recesivas es del 25 %

## Diagnóstico
El diagnóstico generalmente se puede hacer por medio de evaluación física externa, radiografías y pruebas genéticas.

## Epidemiología
Menos de 20 casos (alrededor de 16) han sido descritos en la literatura médica. Khosroshahi et al. estima que la incidencia de esta condición en la población global es de 1 en 1 millón de personas.